# باکسهیل ساوث، ویکتوریا
باکسهیل ساوث (به انگلیسی: Box Hill South) یک حومه شهر در استرالیا است که در ویکتوریا (استرالیا) واقع شده‌است.